# Isole Senkaku
Le isole Senkaku (尖閣諸島?, Senkaku Shotō, o anche Senkaku Rettō), conosciute in Cina come isole Diaoyu (釣魚台/釣魚島), e a Taiwan come Isole Tiaoyutai (釣魚台列嶼), formano un piccolo arcipelago disabitato nel mar Cinese Orientale.
Attualmente sotto amministrazione giapponese, fanno parte della Prefettura di Okinawa ed il loro territorio è amministrato dalla municipalità di Ishigaki. Sono reclamate sia dalla Repubblica di Cina (Taiwan) sia dalla Repubblica Popolare Cinese, che rivendicano la sovranità sull'arcipelago in base a criteri storici e geografici.

## Storia
Secondo fonti cinesi, le isole furono scoperte ed esplorate da cinesi nel 1403, considerate da allora sotto la giurisdizione dell'isola di Taiwan e la pesca nelle loro acque fu di esclusiva competenza di cinesi fino a dopo la fine della seconda guerra mondiale. Nel 1683 la Cina imperiale, allora retta dalla dinastia Qing, annetté Taiwan ed il territorio venne assegnato alla Provincia di Fujian. Nel 1885 entrò a far parte della nuova Provincia di Taiwan.
In seguito alla sconfitta cinese nella prima guerra sino-giapponese (1894-1895) e al conseguente Trattato di Shimonoseki dell'aprile 1895, nello stesso anno Taiwan ed altre isole vicine passarono sotto la sovranità dell'Impero giapponese. Le Senkaku furono esplorate, misurate ed incorporate nel territorio nazionale quello stesso anno. Attorno al 1900, l'imprenditore giapponese Koga Tatsushirō (古賀 辰四郎?) costruì uno stabilimento per la lavorazione del tonnetto striato, trasferendo nelle Senkaku 200 lavoratori. L'impresa fallì nel 1940 e da quel momento le isole rimasero deserte.
Con la sconfitta nipponica nella seconda guerra mondiale e l'occupazione del Giappone, Taiwan e le Senkaku diventarono parte dell'Amministrazione civile degli Stati Uniti d'America per le Isole Ryukyu, pur rimanendo formalmente sotto la sovranità giapponese. Da quel momento iniziarono le esercitazioni della United States Navy nelle Senkaku. Sconfitte nella guerra civile cinese, nel dicembre 1949 le truppe di Chiang Kai-shek fuggirono dalla Cina continentale ed occuparono Taiwan. Da questo momento, sia Pechino che Taipei reclamarono la sovranità su tutta la Cina, comprese le Senkaku. In forza dei trattati di San Francisco (1951) e di Taipei (1952), il governo giapponese formalmente rinunciò alla sovranità su Taiwan. I trattati fanno riferimento ad altre isole prossime a Taiwan, ma non alle Senkaku che, pur sotto il controllo americano, continuarono a far parte della Prefettura di Okinawa.
Nel 1969, la commissione economica e sociale per l'Asia ed il Pacifico delle Nazioni Unite identificò potenziali riserve di petrolio e gas in prossimità delle isole; Nello stesso anno venne siglato il Trattato di reversione delle Okinawa tra gli Stati Uniti ed il Giappone.
Negli anni settanta, i discendenti di Koga Tatsushirō vendettero 4 delle isole Senkaku alla famiglia Kurihara della Prefettura di Saitama. Nel 1972, secondo quanto stabilito nel 1951 dal Trattato di pace di San Francisco e dal Trattato di reversione delle Okinawa del 1969 tra USA e Giappone, le isole ritornarono sotto il controllo dell'amministrazione giapponese. Il governo giapponese assegnò la giurisdizione delle isole al comune di Ishigaki ma, per non creare turbative con Pechino, proibì lo sfruttamento, lo sviluppo e l'accesso alle isole.

### Conflitto per la sovranità sulle isole
Fu in questo periodo che la Repubblica Popolare Cinese e la Repubblica di Cina (Taiwan), che non avevano firmato il trattato di San Francisco, contestarono con maggiore durezza i diritti di Tokyo sulle isole. I cinesi sostennero che oltre al punto di vista storico, secondo cui le Senkaku fanno parte di Taiwan, dal punto di vista geologico le isole non fanno parte delle Ryūkyū, dalle quali sono separate dal profondo canale di Okinawa. Il governo di Taiwan protestò ufficialmente con gli Stati Uniti definendo un errore l'assegnazione delle Senkaku al Giappone. Nello stesso periodo si registrarono diverse manifestazioni di espatriati cinesi negli Stati Uniti per la restituzione a Taiwan delle isole. Il governo americano ribatté che aveva restituito il diritto di amministrazione delle isole a Tokyo, ma non si era pronunciato sul diritto di sovranità. Il governo giapponese affermò che nel trattato di Shimonoseki del 1895 non sono specificate le Senkaku, che furono incorporate allo Stato indipendentemente dal trattato stesso.
Nel 1979, una missione governativa giapponese si accampò per circa 4 settimane nelle isole per valutare la possibilità di eventuali insediamenti umani e per studi scientifici. Dal 2002 il Ministero degli Interni e delle Comunicazioni Giapponese prese in affitto dai Kurihara le isole Uotsuri, Minami Kojima e Kita Kojima. Il Ministero della Difesa prese in affitto l'isola di Kuba, che continuò ad essere usata dalle forze armate statunitensi. L'isola di Taisho era già di proprietà dello Stato giapponese.
Nel 2010 si acuirono le schermaglie tra i giapponesi ed i cinesi con il verificarsi di incidenti sulle isole. Il conflitto si è allargato nel 2012, dopo l'annuncio del governo giapponese di voler comprare dai Kurihara le Senkaku, che diventerebbero così ufficialmente parte dello Stato. L'acquisto, ufficializzato l'11 settembre del 2012, ha provocato una serie di violente proteste in molte città cinesi. Tra le varie iniziative al vaglio del governo cinese, la richiesta di un arbitrato per ottenere di espandere fino al canale di Okinawa la propria zona economica esclusiva, che attualmente arriva fino alla linea intermedia fra le coste giapponesi e quelle cinesi. Tale eventualità farebbe ricadere le isole nella zona economica esclusiva cinese e consentirebbe a Pechino di sfruttare i giacimenti.
Nel novembre del 2013 la Cina ha deciso di istituire unilateralmente una zona di identificazione di difesa aerea sopra le isole, ribadendo così la propria posizione in merito alla sovranità sull'arcipelago; questa zona di identificazione (ADIZ) si sovrappone completamente ad analogo spazio aereo istituito dal Giappone nel 1968 a protezione delle isole da possibili incursioni aeree. L'ADIZ cinese si estende sulle acque internazionali fino ad arrivare a ridosso della sua costa. La zona, inoltre, ingloba al suo interno anche una fetta di un'altra ADIZ predisposta dalla Corea del Sud a presidio del suo territorio.

## Geografia
L'arcipelago comprende 5 isole disabitate e 3 scogli. Fanno parte del mar Cinese Orientale e sono situate a circa 120 miglia nautiche a nordest di Taiwan, 200 miglia nautiche ad est della Cina continentale e 200 miglia nautiche a sudovest dell'isola di Okinawa.
| Nome giapponese             | Nome taiwanese         | Nome cinese               | Coordinate       | Area (km²) |
| --------------------------- | ---------------------- | ------------------------- | ---------------- | ---------- |
| Uotsuri Shima (魚釣島)      | Diaoyutai (釣魚台)     | Diaoyu Dao (釣魚島)       | 25°46′N 123°31′E | 4,32       |
| Kuba Shima (久場島)         | Huangwei Yu (黃尾嶼)   | Huangwei Yu (黃尾嶼)      | 25°56′N 123°41′E | 1,08       |
| Taishō tō (大正島)          | Chiwei Yu (赤尾嶼)     | Chiwei Yu (赤尾嶼)        | 25°55′N 124°34′E | 0,0609     |
| Minami Kojima (南小島)      | Nan Xiaodao (南小島)   | Nan Xiaodao (南小島)      | 25°45′N 123°36′E | 0,4592     |
| Kita Kojima (北小島)        | Bei Xiaodao (北小島)   | Bei Xiaodao (北小島)      | 25°45′N 123°36′E | 0,3267     |
| Okino Kitaiwa (沖ノ北岩)    | Chong Bei Yen (沖北岩) | Da Bei Xiaodao (大北小島) | 25°49′N 123°36′E | 0,0183     |
| Okino Minami-iwa (沖ノ南岩) | Chong Nan Yen (沖南岩) | Da Nan Xiaodao (大南小島) | 25°47′N 123°37′E | 0,0048     |
| Tobise (飛瀬?)              | Fei Lai (飛瀨)         | Fei Jiao Yan (飛礁岩)     | 25°45′N 123°33′E | 0,0008     |

## Flora e fauna
Secondo una fonte cinese che fa riferimento alla disputa sulle isole, nel 1893 un editto imperiale della Cina concesse un permesso per raccogliere erbe medicinali in tre delle Senkaku.
Uotsuri Jima, l'isola principale, è l'unico posto al mondo dove si trova la talpa di Senkaku (Mogera uchidai), una specie scoperta nel 1991 e in via di estinzione dopo l'introduzione di capre nel 1978. Si trovano anche rare specie di formiche e, tra i vari albatri che arrivano sulle isole, il raro albatro codacorta (Phoebastria albatrus), che nidifica esclusivamente a Minami Kojima e nell'isola di Torishima, situata nell'arcipelago delle Izu

## Galleria d'immagini

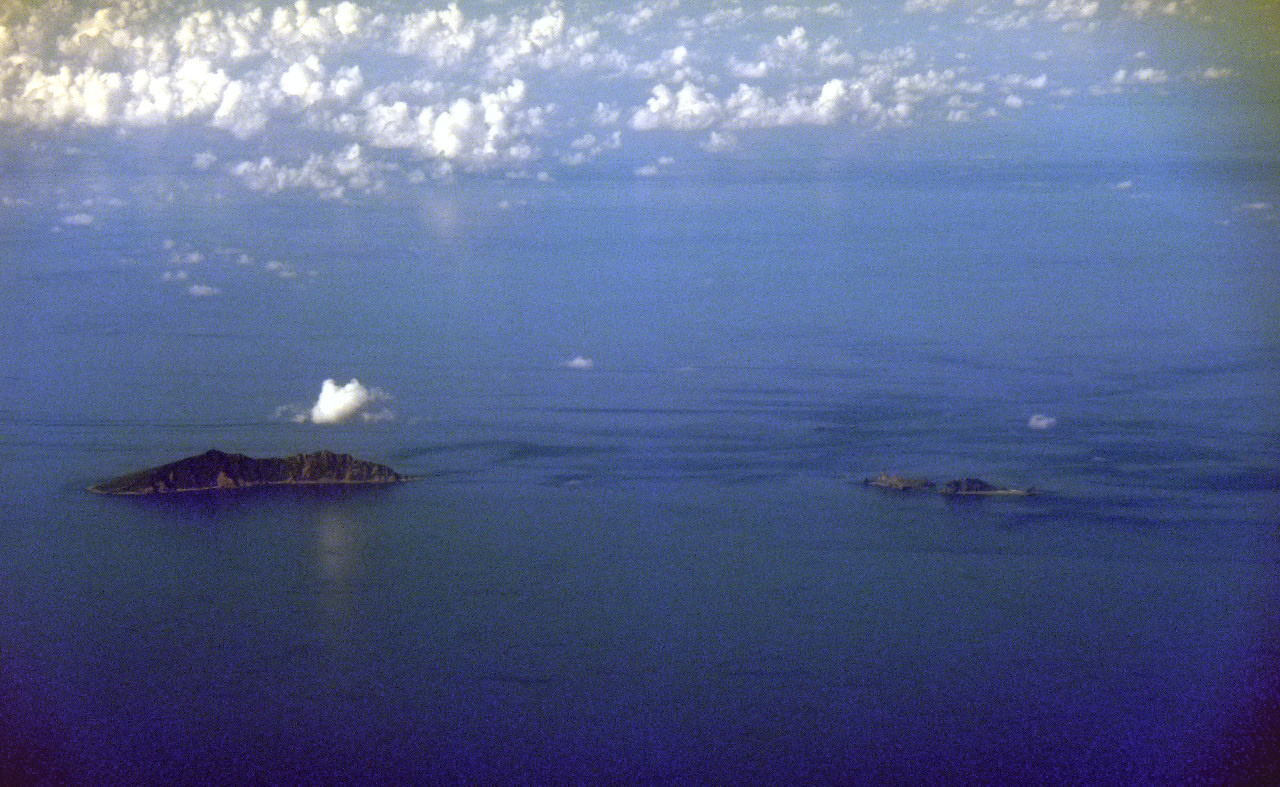
Le isole Uotsuri Jima (a sinistra), Kita Kojima e Minami Kojima (a destra)
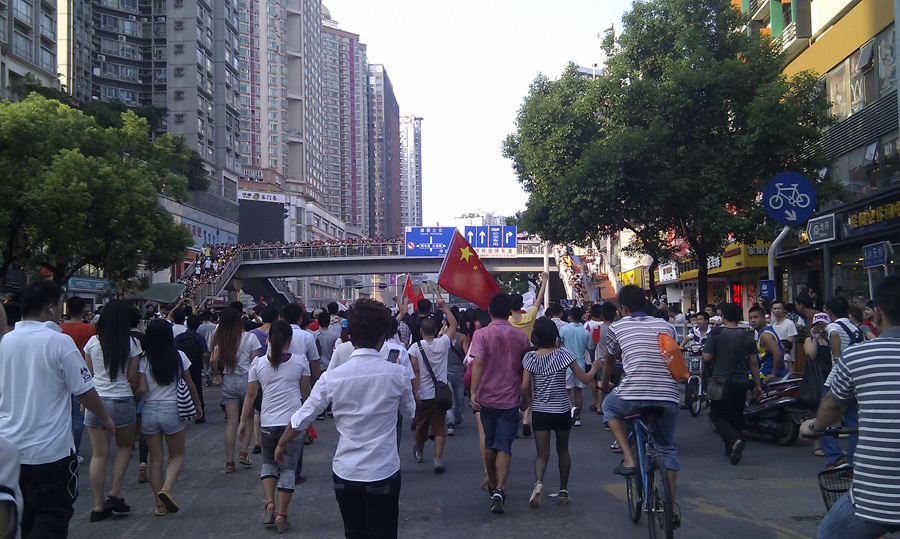
Shenzen (Cina), 17 settembre 2012. Dimostrazione anti-giapponese per le Senkaku
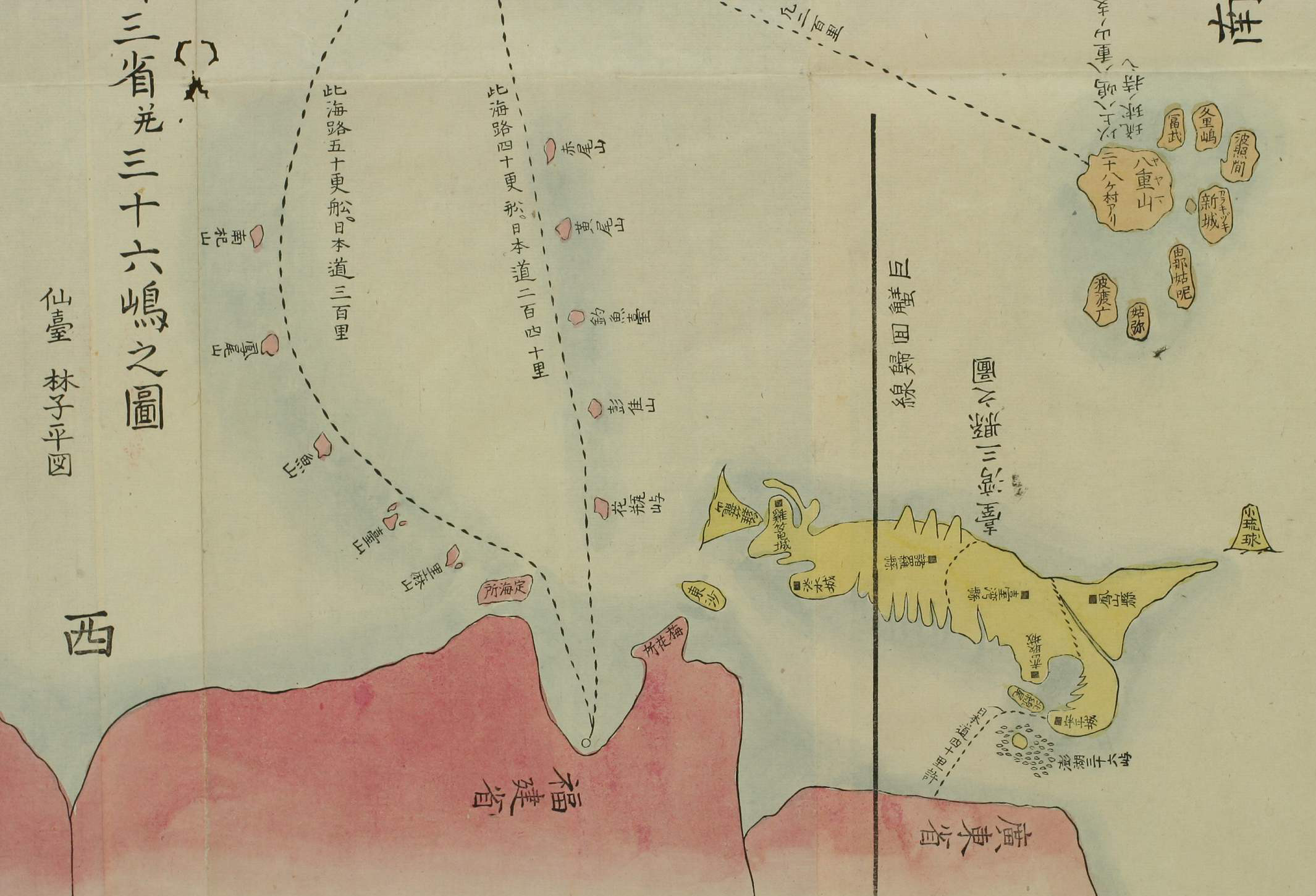
Mappa presente in un libro giapponese di fine Settecento, in cui le Senkaku vengono rappresentate come parte della Provincia di Fujian
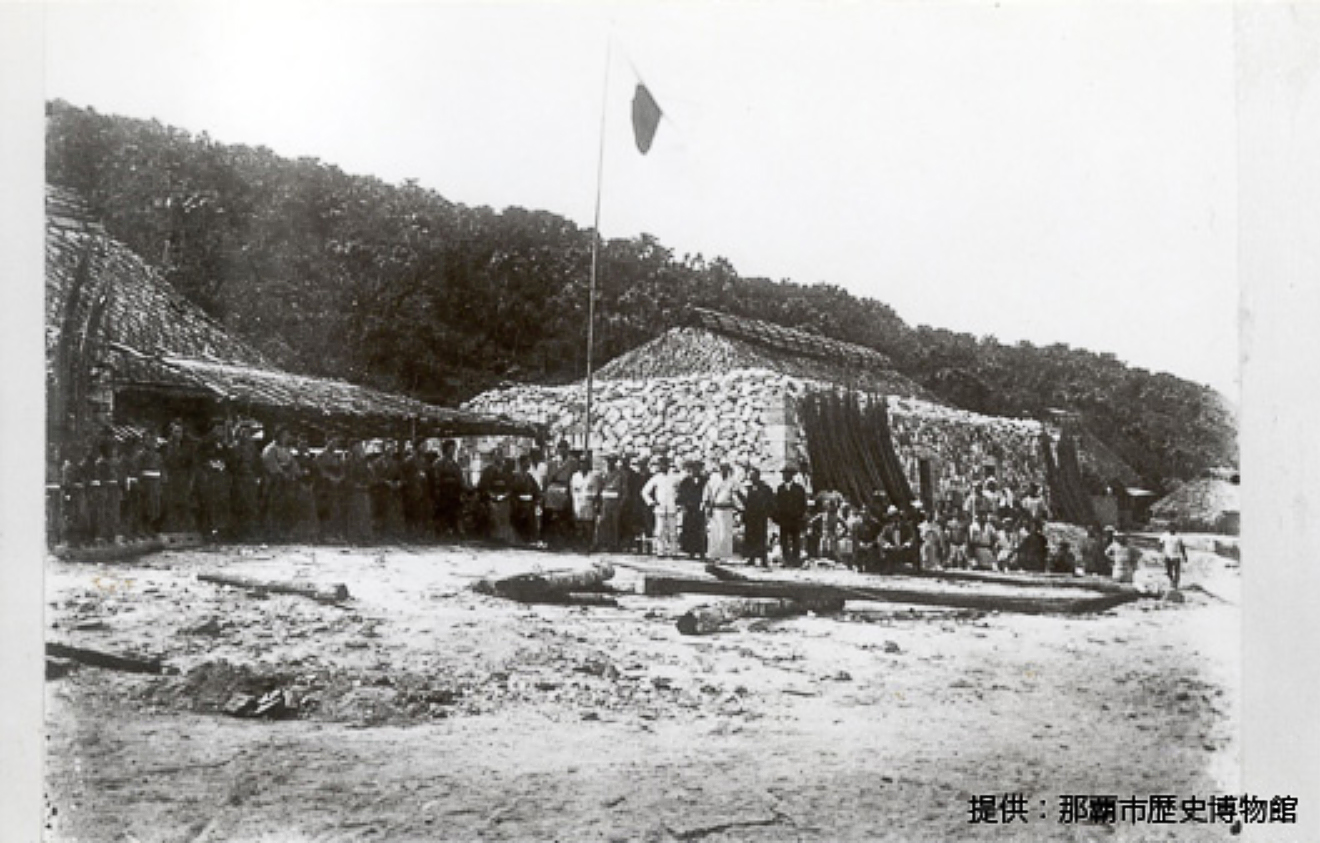
La fabbrica giapponese di tonnetto striato alle Senkaku di inizio Novecento